# جردى منقارية
جردى منقارية (الاسم العلمي:Ochradenus rostratus) هي نوع غير مؤكد من النباتات يتبع جنس الجردى من الفصيلة البليحائية.